# Cerveleón Cuesta
Cerveleón Cuesta Delgado (Quibdó, 10 de junio de 1963) es un exfutbolista colombiano y entrenador. Actualmente se desempeña como director técnico en las inferiroes de Millonarios.

## Trayectoria

### Inicios
Fue en la ciudad de Quibdó donde hace 36 años el maestro Fernando Hinestroza Berrio ('chirola' o 'Don Chiro'), reunió un grupo de jóvenes del barrio yesca Grande de Quibdó donde se en encontraba Cerveleon Cuesta y lo llevó hacia la ciudad de Bogotá para jugar con Millonarios.

### Como jugador
Cerveleón llega a Millonarios en 1983, por sus excelentes actuaciones en el equipo de reserva fue escogido por Millonarios como figura de las nuevas promociones en 1983.
Un año después en 1984 es ascendido al equipo profesional bajo las órdenes de Jorge Luis Pinto hizo su debut en la ciudad de Santa Marta contra el Unión Magdalena en el octogonal final. En 1987 y 1988 logra dos campeonatos consecutivos con Millonarios con Luis Augusto García como entrenador. Del equipo ganador de la 13° estrella lo recuerda Arnoldo Iguarán, gran leyenda del fútbol colombiano, como su buen amigo.
Luego, pasó al Cúcuta Deportivo donde se consagró campeón de la B siendo dirigido por el uruguayo Sergio Santin.
Su última etapa sería con el ya extinto Deportivo El Cóndor donde tras unos meses en el equipo sin llegar a jugar se convierte en el entrenador encargado durante 10 partidos y  luego en el formador del club.

### Como Técnico
Como técnico siguió ligado al club capitalino donde llegó a dirigir las categorías inferiores en el año 2002, además dirigió al equipo profesional en últimas fechas del campeonato tra la salida de Cheche Hernández y años más tarde dirigió un partido tras la salida del Nano Price. Durante 17 años ocuparía su cargo de entrenador en las divisiones menores. El 10 de diciembre de 2019 se confirma que pasa a formar parte del cuerpo técnico del entrenador Alberto Gamero en Millonarios, ocupando el cargo de asistente técnico.
Paralelamente tiene su escuela de formación en el departamento del Choco junto a Bonner Mosquera y Fosforito López.

## Clubes

### Como jugador
| Club                        | Temporada           | Liga | Liga  | Copa Libertadores | Copa Libertadores | Total | Total |
| Club                        | Temporada           | PJ.  | Goles | PJ.               | Goles             | PJ.   | Goles |
| --------------------------- | ------------------- | ---- | ----- | ----------------- | ----------------- | ----- | ----- |
| Millonarios · Colombia      | 1984-93             | 233  | 4     | 16                | 0                 | 249   | 4     |
| Cúcuta Deportivo · Colombia | 1994-96             | ?    | ?     | Inexequible       | Inexequible       | ?     | ?     |
| Total en su carrera         | Total en su carrera | 233  | 4     | 16                | 0                 | 249   | 4     |

### Como Formador
| Club                | País     | Año                       |
| ------------------- | -------- | ------------------------- |
| Deportivo El Cóndor | Colombia | 1996-2000                 |
| Millonarios         | Colombia | 2002-2019 y 2025-presente |

### Como asistente
| Club         | País     | Año         | Asistente de     |
| ------------ | -------- | ----------- | ---------------- |
| Boyacá Chicó | Colombia | 2001        | Eduardo Pimentel |
| Millonarios  | Colombia | 2020 - 2024 | Alberto Gamero   |

### Como entrenador
| Equipo                              | Desde                | Hasta                   | Partidos | Partidos | Partidos | Partidos |
| PJ                                  | PG                   | PE                      | PP       |          |          |          |
| ----------------------------------- | -------------------- | ----------------------- | -------- | -------- | -------- | -------- |
| Millonarios · (interino) · Colombia | 1 de octubre de 2002 | 20 de diciembre de 2002 | 9        | 4        | 1        | 4        |
| Millonarios · (interino) · Colombia | 21 de agosto de 2006 | 31 de agosto de 2006    | 1        | 1        | 0        | 0        |
| Consolidado Total                   | Consolidado Total    | Consolidado Total       | 10       | 5        | 1        | 4        |

## Palmarés
| Título           | Club             | País     | Año     |
| ---------------- | ---------------- | -------- | ------- |
| Primera División | Millonarios      | Colombia | 1987    |
| Primera División | Millonarios      | Colombia | 1988    |
| Segunda División | Cúcuta Deportivo | Colombia | 1995/96 |